# کیم جو-سون
کیم جو-سون (کره‌ای: 김 조순؛ زادهٔ ۱۳ ژوئن ۱۹۷۵) کمان‌دار اهل کره جنوبی است.
وی در مسابقات کشوری و بین‌المللی در مجموع برندهٔ ۳ مدال طلا، ۱ مدال برنز شده‌است.